# Kwalifikowany podpis elektroniczny
Kwalifikowany podpis elektroniczny – zaawansowany podpis elektroniczny, który jest składany za pomocą kwalifikowanego urządzenia do składania podpisu elektronicznego i który opiera się na kwalifikowanym certyfikacie podpisu elektronicznego.
Do 6 października 2016 stanowił skrót od bezpieczny podpis elektroniczny weryfikowany kwalifikowanym certyfikatem, czyli podpis elektroniczny spełniający warunki określone w ustawie o podpisie elektronicznym. Obecnie jest to zaawansowany podpis elektroniczny, który jest składany za pomocą kwalifikowanego urządzenia do składania podpisu elektronicznego i który opiera się na kwalifikowanym certyfikacie podpisu elektronicznego
Do 6 października 2016 podpis elektroniczny musiał być weryfikowany ważnym kwalifikowanym certyfikatem oraz składany przy pomocy bezpiecznego urządzenia do składania podpisu.

## Zastosowania praktyczne podpisu kwalifikowanego
- przesyłanie dokumentów do jednostek administracji publicznej (od 9 lipca 2011 roku darmową alternatywą jest profil zaufany)
- podpisywanie umów zapisanych w formie elektronicznej
- składanie zleceń w niektórych aukcjach internetowych
- podpisywanie faktur elektronicznych (do 31 grudnia 2010 roku)
- uwierzytelnianie transakcji w banku

## Elementy niezbędne do podpisania dokumentu
- certyfikat zawierający informacje o właścicielu Certyfikatu
- klucz publiczny, który służy do weryfikacji podpisu
- klucz prywatny, który w przypadku certyfikatu kwalifikowanego znajduje się na karcie kryptograficznej
- urządzenie do odczytu kart
- aplikacja podpisująca

Kwalifikowany certyfikat w Polsce musi spełniać wymagania określone w Rozporządzeniu Parlamentu Europejskiego i Rady (UE) nr 910/2014 z dnia 23 lipca 2014 r. w sprawie identyfikacji elektronicznej i usług zaufania w odniesieniu do transakcji elektronicznych na rynku wewnętrznym oraz uchylające dyrektywę 1999/93/WE (eIDAS). Ponadto obecnie obowiązuje ustawa z dnia 5 września 2016 r. o usługach zaufania oraz identyfikacji elektronicznej (Dz.U. z 2024 r. poz. 1725).
Certyfikat kwalifikowany może być wydawany jedynie osobom fizycznym. Potwierdza on przynależność klucza publicznego do danej osoby.

## Zaufana trzecia strona
Jest to niezależna instytucja, która gwarantuje przynależność kluczy do konkretnych podmiotów (osób, organizacji, komputerów, urządzeń sieciowych). Zaufana trzecia strona (TTP, od ang. trusted third party), która wydaje certyfikaty i dba o weryfikację tożsamości podmiotów jest nazywana urzędem certyfikacji lub centrum certyfikacji.
W Polsce kwalifikowane urzędy certyfikacji są umieszczane przez Ministra Cyfryzacji w rejestrze dostawców usług zaufania, prowadzonym przez Narodowe Centrum Certyfikacji.